# Liste der denkmalgeschützten Objekte in Bečov nad Teplou
Grundlage dieser Liste der denkmalgeschützten Objekte in Bečov nad Teplou ist die ÚSKP-Liste (Ústřední seznam kulturních památek České republiky, deutsch Zentrale Liste der Kulturdenkmäler der Tschechischen Republik), die von der tschechischen Denkmalschutzbehörde NPÚ (Národní památkový ústav, deutsch Nationale Denkmalbehörde) seit 1987 geführt wird und an die seit dem Jahr 1850 geschaffenen Listen anschließt.

## Bečov nad Teplou(Petschau)
| Lage                                                                                       | Objekt                                                                         | Beschreibung | ÚSKP-Nr.                  | Bild           |
| ------------------------------------------------------------------------------------------ | ------------------------------------------------------------------------------ | --- | ------------------------- | -------------- |
| Bečov nad Teplou, Zámek 9 (Zámek 10, 11, 12, 13, náměstí 5. května 201 und 203) (Standort) | Burg und Schloss Bečov                                                         | Gesamtkomplex Burg und Schloss Bečov - Barockschloss, Zámek 9 - Schlosskomplex, Zámek 10, einschl. des gesamten Schlossflügels auf der West-Südwest-Seite, erstreckt sich auch über den gesamten Bereich des Schlosshofs, einschl. der klassizistischen Ställe im Innenhof - Burggrafen-Gebäude, Zámek 13, auf der linken Straßenseite vom Platz - neue Schlossküche, Zámek 12, auf der Ostseite des Komplexes, aber in MonumNet no čp. - Haus Nr. 247 in der Straße Pod zámkem, östlich von Nr. 12 - klassizistisches Verwaltungsgebäude (die sogenannte Forstverwaltung), Zámek 11 - Kutschenhaus, náměstí 5. května 203 - Haus, náměstí 5. května 201 - Park und Gebäude ohne Nr. nördlich der Häuser Nr. 201 und 203, auf der rechten Straßenseite vom Platz - Berghang und Straße zwischen der Burg und dem Fluss Teplá (Tepl) auf der Nordseite, der Südwest-Seite und südlich des Südwestflügels - zentraler und westliche Teil der Parks auf dem Vorplatz, einschl. der Zufahrtsstraße zum Schloss - östliche Teil der Parks auf dem Vorplatz, rechts von der Zufahrtsstraße - Gelände östlich der Burg, in Richtung der Straße Pod zámkem - Gelände an der Straße Pod zámkem | 28094/4-726 Info Katalog  | weitere Bilder |
| Bečov nad Teplou, náměstí 5. května 1 (Standort)                                           | Rathaus                                                                        | Rathaus | 17768/4-728 Info Katalog  | weitere Bilder |
| Bečov nad Teplou, náměstí 5. května 2 (Standort)                                           | Haus Nr. 2                                                                     | Bürgerhaus – Museum historischer Motorräder | 102287 Info Katalog       | weitere Bilder |
| Bečov nad Teplou, náměstí 5. května (Standort)                                             | Säule der Unbefleckten Jungfrau Maria (Sloup se sochou Panny Marie Immaculaty) | Säule mit einer Statue der Unbefleckten Jungfrau Maria, Treppen und gusseisernes Geländer | 19051/4-732 Info Katalog  | weitere Bilder |
| Bečov nad Teplou, náměstí 5. května 16 (Standort)                                          | Haus Nr. 16                                                                    | Bürgerhaus | 21414/4-729 Info Katalog  | weitere Bilder |
| Bečov nad Teplou, náměstí 5. května 17 (Standort)                                          | Haus Nr. 17                                                                    | Bürgerhaus – Pension und Restaurant „U zámku“ (Zum Schloss) | 31580/4-730 Info Katalog  | weitere Bilder |
| Bečov nad Teplou, náměstí 5. května 27 (Standort)                                          | Haus Nr. 27                                                                    | Bürgerhaus | 100982 Info Katalog       | weitere Bilder |
| Bečov nad Teplou, Kostelní (Standort)                                                      | Kirche des hl. Georg                                                           | Kirche des hl. Georg | 26233/4-727 Info Katalog  | weitere Bilder |
| Bečov nad Teplou, Kostelní 189 (Standort)                                                  | Pfarrhaus                                                                      | Pfarrhaus | 22312/4-4759 Info Katalog | weitere Bilder |
| Bečov nad Teplou, Školní 338 (Standort)                                                    | Musikschule Josef Labitzky                                                     | Grundschule mit künstlerischem Profil „Josef Labitzky“, Stadtbibliothek | 105517 Info Katalog       | weitere Bilder |
| Bečov nad Teplou, Nádražní 133 (Standort)                                                  | Haus Nr. 133                                                                   | Wohnhaus | 15058/4-731 Info Katalog  | weitere Bilder |
| Bečov nad Teplou, U Trati 331, 329 (Standort)                                              | Bahnhof Bečov nad Teplou                                                       | Bahnhof mit den einzelnen Objekten: Versandgebäude Nr. 331, Wohngebäude Nr. 329, Wirtschaftsgebäude, ehem. Lokomotivenheizwerk, Eisenbahnwasserwerk, Drehscheibe, Wasserkran, Einfriedung | 10158/4-4997 Info Katalog | weitere Bilder |
| U Trati 336 (Standort)                                                                     | Stadthaus Nr. 336 (Hotel Central)                                              | Stadthaus, Hotel Central | 100718 Info Katalog       | weitere Bilder |
| Bečov nad Teplou, Šibeniční vrch (Standort)                                                | Rest eines Galgens                                                             | Hinrichtungsort – Rest einer kreisförmigen Galgen-Anlage an der Tepelská-Straße, auf dem Šibeniční vrch (629 m) | 101146 Info Katalog       | weitere Bilder |
| Bečov nad Teplou, Tepelská (Standort)                                                      | Sühnekreuz                                                                     | Sühnekreuz, in der Nähe der Bushaltestelle „Chodov, polesie“ (bei der Jagdhütte) | 10209/4-4952 Info Katalog | BW             |
| Bečov nad Teplou, an der Landstraße nach Chodov (Tepelská) (Standort)                      | Bildstock                                                                      | Bildstock | 11850/4-5107 Info Katalog | weitere Bilder |